# Wal-Mart de México
Wal-Mart de México (Walmex)— мексиканская компания в сфере розничной торговли, кроме Мексики работающая в ряде стран Центральной Америки (Коста-Рика, Никарагуа, Гондурас, Сальвадор и Гватемала). В 2023 году сеть компании насчитывала 3900 торговых точек, является крупнейшей розничной сетью Мексики по размеру выручки. Контрольный пакет акций (70,57 %) принадлежит американской компании Walmart.

## История
Первый магазин компании открыл в 1958 году Херонимо Аранго (Jerónimo Arango), сын иммигранта из Испании, преуспевшего в текстильном бизнесе. Магазин назывался Aurrera Bolívar и был открыт в центре Мехико; в нём Аранго рассчитывал внедрить в Мексику модель американских дискаунтеров, таких как E. J. Korvette. К 1965 году у компании было 8 магазинов-дискаунтеров, кроме этого, в 1960 году был открыт первый супермаркет Superama, а в 1964 году — первый ресторан Vips. В 1970 году был открыт первый дискаунтер сети Bodega Aurrera и первый универмаг Suburbia. В 1976 году был открыт первый гипермаркет. В 1977 году компания Aurrera S.A. стала публичной, разместив свои акции на бирже. В 1986 году компания сменила название на Cifra. Несмотря на начавшийся в 1982 году экономический кризис в Мексике, компания продолжала расти, предлагая покупателям более низкие цены, чем у конкурентов. К 1989 году выручка достигла 550 млн долларов.
В 1991 году было создано 2 совместных предприятия с Wal-Mart; одно из них, Commercializadora Mexico-Americana, занималось оптовой торговлей между США и Мексикой, а второе начало развивать в Мексике сеть мелкооптовых складов-магазинов Sam’s Club. В следующем году второе совместное предприятие охватило всю розничную сеть Cifra. Опыт Wal-Mart в создании региональных дистрибьюторских центров помог мексиканской компании начать осваивать новые регионы страны, поскольку до этого её деятельность была сосредоточена в Мехико. Создание в 1994 году NAFTA расширило партнёрство Wal-Mart и Cifra.
Новый экономический кризис, начавшийся в Мексике в 1994 году, подорвал положение всех публичных компаний страны, включая Cifra, рыночная капитализация Мексиканской фондовой биржи за 1995 год упала на 28 %. В сентябре 1997 года Wal-Mart за 1,2 млрд долларов купила контрольный пакет акций Cifra и в 2000 году переименовала её в Wal-Mart de Mexico. С новыми владельцами компания начала программу расширения в регионы Мексики, к концу 1990-х годов у неё было 460 торговых точек, а годовая выручка выросла до 6,4 млрд долларов.
В 2009 году в подчинение Wal-Mart de Mexico были переведены операции Walmart в странах Центральной Америки. В 2010 году коммерческое наименование мексиканского филиала было изменено на Walmart de México y Centroamérica, однако официальное название осталось прежним. В 2014 году была продана сеть ресторанов Vips, к этому времени она насчитывала 362 точки. В 2017 году сеть универмагов Suburbia была продана компании El Puerto de Liverpool за 15,7 млрд песо ($834 млн).

## Деятельность
По состоянию на 2023 год сеть компании насчитывала 3903 торговые точки. Выручка за 2023 год составила 886,5 млрд мексиканских песо ($53,1 млрд). Основными форматами торговли были дискаунтеры (46 % продаж), гипермаркеты (26 % продаж), мелкооптовые клубные склады-магазины Sam’s Club (22 % продаж) и супермаркеты (5 % продаж).
Подразделения по состоянию на 2023 год:
- Мексика — 3007 торговых точек, выручка 742,5 млрд песо;
- Центральная Америка — 896 торговых точек, в том числе Коста-Рика (314), Гватемала (264), Гондурас (114), Сальвадор (102) и Никарагуа (102); выручка 144 млрд песо.

В Мексике магазины работают как под международными названиями (Walmart, Walmart Express, Walmart Pass, Walmart Connect и Sam’s Club), так и под местными; в Мексике это Bodega Aurrerá, Mi Bodega Aurrerá, Bodega Aurrerá Express, Prichos, Cashi и BAIT, в Центральной Америке — Despensa Familiar, Palí, la Despensa de Don Juan, La Unión, Más x Menos, Maxi Bodega и MaxiPalí.